# 強子時期
強子時期是物理宇宙學在宇宙演化早期的一個時期，這時物質的宇宙是由強子主導。它大概開始於大爆炸之後10-6秒，這時宇宙的溫度已經降低至允許來自夸克時期形成的夸克被束縛在一起成為強子。最初，溫度仍高得足以讓強子和反強子對形成，物質與反物質維持著熱平衡。但是，宇宙的溫度仍持續下降，強子和反強子對不再能產生，大部分的強子和反強子都在湮滅的反應中消除了，只有少部分的強子留存下來。在大爆炸後的一秒鐘，反強子已經完全被清除掉，接下來就是輕子時期的開始。